# Gisement d'Hassi R'Mel
Le gisement d'Hassi R'Mel, est le plus grand gisement de gaz naturel en Algérie et du continent africain, découvert en 1956 par la Compagnie française des pétroles Algérie, dans une formation triasique, le gisement représente encore le quart de la production de gaz du pays. Environ la moitié de ses réserves initiales (estimées à 2400 milliards de mètres cubes) seraient épuisées. Les installations construites autour de Hassi R'Mel sont la plaque tournante de l'industrie gazière algérienne : en plus de la production du gisement lui-même, elles centralisent le gaz produit dans d'autres régions d'Algérie, comme le gaz associé d'Hassi Messaoud. 
La gaz naturel de Hassi R'mel est riche en condensats. Pour maximiser la récupération totale, une partie du gaz "sec" (après extraction des condensats) est réinjecté dans le gisement. Cette pratique se traduit sur le long terme par une diminution du ratio condensats/gaz. Du gaz de Hassi R'Mel est également injecté dans des gisements de pétrole alentour, pour y améliorer la récupération du pétrole.